# Hans Faltermeier
Hans Faltermeier (* 18. Oktober 1932; † 1. März 2013 in München) war ein deutscher Fußballspieler.

## Karriere

### Beginn
Faltermeier spielte in der Jugendzeit für den Münchener Stadtteilverein FC Perlach und wechselte bereits mit 15 Jahren in die Jugendabteilung des FC Bayern München. Nach vier Spielzeiten rückte er zu Saisonbeginn 1951/52 in die erste Mannschaft auf.

### Fortsetzung
Nachdem er in seiner ersten Saison im Seniorenbereich zu keinem Punktspieleinsatz gekommen war, wurde er in der Saison 1952/53 erstmals eingesetzt und bestritt drei Spiele in der Oberliga Süd, der seinerzeit höchsten deutschen Spielklasse. In den folgenden beiden Spielzeiten bestritt er 16 bzw. 20 torlose Punktspiele, bevor er mit der Mannschaft – aufgrund des schlechten Abschneidens in der Saison 1954/55 – in die 2. Oberliga Süd absteigen musste. In dieser Spielklasse erzielte er auch seinen ersten Tore; mit 12 in 26 Zweitligaspielen trug er zum zweiten Tabellenplatz hinter dem Freiburger FC und zur Rückkehr in die Oberliga Süd bei. In den drei Spielzeiten von 1956 bis 1959 kam er jedoch nur noch zehnmal zum Einsatz, erzielte in seiner letzten Oberligasaison sein einziges Oberligator für die Bayern. In dieser Zeit bestritt er auch sein einziges Spiel um den DFB-Pokal, das am 17. November 1957 mit 3:1 n. V. im Halbfinale gegen den 1. FC Saarbrücken gewonnen wurde.

### Ende
Zur Saison 1959/60 wechselte er zum Ligakonkurrenten TSG Ulm 1846, hielt mit der Mannschaft die Spielklasse aufgrund des besseren Quotienten gegenüber Viktoria Aschaffenburg, was in der Folgesaison nicht gelang. Nach nur einer Spielzeit – abermals in der 2. Oberliga Süd – stand als Tabellenzweiter hinter dem KSV Hessen Kassel die Rückkehr in die erste Spielklasse fest. 1962/63 absolvierte er seine letzte Saison als aktiver Fußballer und schloss diese mit der Mannschaft als Achtplatzierter ab.
Danach erwarb er die Trainerlizenz und legte auch Schiedsrichterprüfungen ab. Von 1990 bis 1996 betreute er die Nachwuchsmannschaften des FC Bayern München.

## Erfolge
- DFB-Pokal-Sieger 1957 (mit dem FC Bayern München)